# Giải vô địch bóng đá châu Âu 1996
Giải vô địch bóng đá châu Âu 1996 (UEFA Euro 1996) được tổ chức ở Anh từ ngày 8 đến ngày 30 tháng 6 năm 1996. Đây là giải vô địch bóng đá châu Âu lần thứ 10, được tổ chức 4 năm một lần bởi UEFA. Đây là kỳ Euro đầu tiên có 16 đội tham dự vòng chung kết sau quyết định của UEFA để mở rộng giải đấu từ tám đội. Đức trở thành đội tuyển bóng đá quốc gia đầu tiên 3 lần đoạt chức vô địch châu Âu khi giành chức vô địch của giải. Còn Đan Mạch trở thành đội đương kim vô địch vô địch thứ 2 bị loại ngay từ vòng bảng (sau Tây Đức 1984).

## Các sân vận động
| Luân ĐônManchesterLiverpoolBirminghamLeedsSheffieldNottinghamNewcastle | Luân ĐônManchesterLiverpoolBirminghamLeedsSheffieldNottinghamNewcastle | Luân Đôn             | Manchester       |
| ---------------------------------------------------------------------- | ---------------------------------------------------------------------- | -------------------- | ---------------- |
| Luân ĐônManchesterLiverpoolBirminghamLeedsSheffieldNottinghamNewcastle | Luân ĐônManchesterLiverpoolBirminghamLeedsSheffieldNottinghamNewcastle | Sân vận động Wembley | Old Trafford     |
| Luân ĐônManchesterLiverpoolBirminghamLeedsSheffieldNottinghamNewcastle | Luân ĐônManchesterLiverpoolBirminghamLeedsSheffieldNottinghamNewcastle | Sức chứa: 76.567     | Sức chứa: 55.000 |
| Luân ĐônManchesterLiverpoolBirminghamLeedsSheffieldNottinghamNewcastle | Luân ĐônManchesterLiverpoolBirminghamLeedsSheffieldNottinghamNewcastle |                      |                  |
| Luân ĐônManchesterLiverpoolBirminghamLeedsSheffieldNottinghamNewcastle | Luân ĐônManchesterLiverpoolBirminghamLeedsSheffieldNottinghamNewcastle | Liverpool            | Birmingham       |
| Luân ĐônManchesterLiverpoolBirminghamLeedsSheffieldNottinghamNewcastle | Luân ĐônManchesterLiverpoolBirminghamLeedsSheffieldNottinghamNewcastle | Anfield              | Villa Park       |
| Luân ĐônManchesterLiverpoolBirminghamLeedsSheffieldNottinghamNewcastle | Luân ĐônManchesterLiverpoolBirminghamLeedsSheffieldNottinghamNewcastle | Sức chứa: 42.730     | Sức chứa: 40.310 |
| Luân ĐônManchesterLiverpoolBirminghamLeedsSheffieldNottinghamNewcastle | Luân ĐônManchesterLiverpoolBirminghamLeedsSheffieldNottinghamNewcastle |                      |                  |
| Leeds                                                                  | Sheffield                                                              | Nottingham           | Newcastle        |
| Elland Road                                                            | Hillsborough                                                           | City Ground          | St James' Park   |
| Sức chứa: 40.204                                                       | Sức chứa: 39.859                                                       | Sức chứa: 30.539     | Sức chứa: 36.649 |
|                                                                        |                                                                        |                      |                  |

## Các đội tham dự

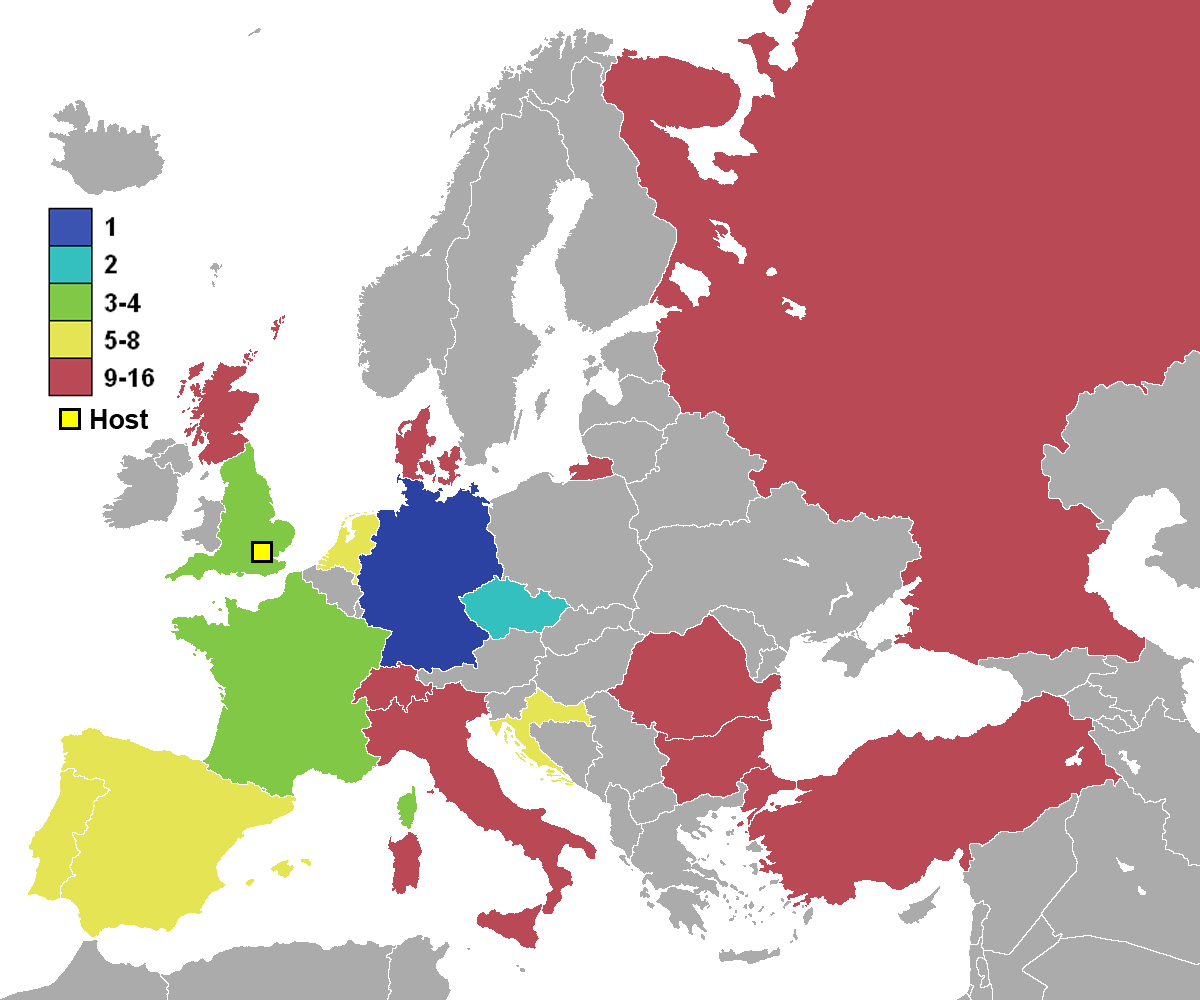
Các quốc gia lọt vào vòng chung kết Euro 1996

Các quốc gia tham dự vòng chung kết lần này gồm:
| Đội tuyển     | Các lần tham dự trước                  |
| ------------- | -------------------------------------- |
| Anh (chủ nhà) | 4 (1968, 1980, 1988, 1992)             |
| Đức           | 6 (1972, 1976, 1980, 1984, 1988, 1992) |
| Hà Lan        | 4 (1976, 1980, 1988, 1992)             |
| Scotland      | 1 (1992)                               |
| Pháp          | 3 (1960, 1984, 1992)                   |
| Nga           | 6 (1960, 1964, 1968, 1972, 1988, 1992) |
| Đan Mạch      | 4 (1964, 1984, 1988, 1992)             |
| Bulgaria      | Lần đầu                                |
| Croatia       | Lần đầu                                |
| Cộng hòa Séc  | 3 (1960, 1976, 1980)                   |
| Ý             | 3 (1968, 1980, 1988)                   |
| Bồ Đào Nha    | 1 (1984)                               |
| România       | 1 (1984)                               |
| Tây Ban Nha   | 4 (1964, 1980, 1984, 1988)             |
| Thụy Sĩ       | Lần đầu                                |
| Thổ Nhĩ Kỳ    | Lần đầu                                |

## Trọng tài
| Áo - Gerd Grabher Bỉ - Guy Goethals Belarus - Vadim Zhuk Bulgaria - Atanas Uzunov Cộng hòa Séc - Václav Krondl | Đan Mạch - Peter Mikkelsen - Kim Milton Nielsen Anh - David Elleray - Dermot Gallagher Pháp - Marc Batta Đức - Bernd Heynemann - Hellmut Krug | Hungary - Sándor Puhl Ý - Piero Ceccarini - Pierluigi Pairetto Hà Lan - Mario van der Ende Nga - Nikolai Levnikov Scotland - Leslie Mottram | Tây Ban Nha - Antonio López Nieto - Manuel Díaz Vega Thụy Điển - Anders Frisk - Leif Sundell Thụy Sĩ - Serge Muhmenthaler Thổ Nhĩ Kỳ - Ahmet Çakar |

## Vòng chung kết

### Vòng đấu bảng
|  | Đội giành quyền vào vòng trong. |

#### Bảng A
| Đội      | Trận | Thắng | Hòa | Thua | BT | BB | HS | Điểm |
| -------- | ---- | ----- | --- | ---- | -- | -- | -- | ---- |
| Anh      | 3    | 2     | 1   | 0    | 7  | 2  | +5 | 7    |
| Hà Lan   | 3    | 1     | 1   | 1    | 3  | 4  | −1 | 4    |
| Scotland | 3    | 1     | 1   | 1    | 1  | 2  | −1 | 4    |
| Thụy Sĩ  | 3    | 0     | 1   | 2    | 1  | 4  | −3 | 1    |

| 8 tháng 6 năm 1996  |     |          |
| Anh                 | 1–1 | Thụy Sĩ  |
| 10 tháng 6 năm 1996 |     |          |
| Hà Lan              | 0–0 | Scotland |
| 13 tháng 6 năm 1996 |     |          |
| Thụy Sĩ             | 0–2 | Hà Lan   |
| 15 tháng 6 năm 1996 |     |          |
| Scotland            | 0–2 | Anh      |
| 18 tháng 6 năm 1996 |     |          |
| Scotland            | 1–0 | Thụy Sĩ  |
| Hà Lan              | 1–4 | Anh      |

#### Bảng B
| Đội         | Trận | Thắng | Hòa | Thua | BT | BB | HS | Điểm |
| ----------- | ---- | ----- | --- | ---- | -- | -- | -- | ---- |
| Pháp        | 3    | 2     | 1   | 0    | 5  | 2  | +3 | 7    |
| Tây Ban Nha | 3    | 1     | 2   | 0    | 4  | 3  | +1 | 5    |
| Bulgaria    | 3    | 1     | 1   | 1    | 3  | 4  | –1 | 4    |
| România     | 3    | 0     | 0   | 3    | 1  | 4  | –3 | 0    |

| 9 tháng 6 năm 1996  |     |             |
| Tây Ban Nha         | 1–1 | Bulgaria    |
| 10 tháng 6 năm 1996 |     |             |
| România             | 0–1 | Pháp        |
| 13 tháng 6 năm 1996 |     |             |
| Bulgaria            | 1–0 | România     |
| 15 tháng 6 năm 1996 |     |             |
| Pháp                | 1–1 | Tây Ban Nha |
| 18 tháng 6 năm 1996 |     |             |
| Pháp                | 3–1 | Bulgaria    |
| România             | 1–2 | Tây Ban Nha |

#### Bảng C
| Đội          | Trận | Thắng | Hòa | Thua | BT | BB | HS | Điểm |
| ------------ | ---- | ----- | --- | ---- | -- | -- | -- | ---- |
| Đức          | 3    | 2     | 1   | 0    | 5  | 0  | +5 | 7    |
| Cộng hòa Séc | 3    | 1     | 1   | 1    | 5  | 6  | –1 | 4    |
| Ý            | 3    | 1     | 1   | 1    | 3  | 3  | 0  | 4    |
| Nga          | 3    | 0     | 1   | 2    | 4  | 8  | –4 | 1    |

| 9 tháng 6 năm 1996  |     |              |
| Đức                 | 2–0 | Cộng hòa Séc |
| 11 tháng 6 năm 1996 |     |              |
| Ý                   | 2–1 | Nga          |
| 14 tháng 6 năm 1996 |     |              |
| Cộng hòa Séc        | 2–1 | Ý            |
| 16 tháng 6 năm 1996 |     |              |
| Nga                 | 0–3 | Đức          |
| 19 tháng 6 năm 1996 |     |              |
| Nga                 | 3–3 | Cộng hòa Séc |
| Ý                   | 0–0 | Đức          |

#### Bảng D
| Đội        | Trận | Thắng | Hòa | Thua | BT | BB | HS | Điểm |
| ---------- | ---- | ----- | --- | ---- | -- | -- | -- | ---- |
| Bồ Đào Nha | 3    | 2     | 1   | 0    | 5  | 1  | +4 | 7    |
| Croatia    | 3    | 2     | 0   | 1    | 4  | 3  | +1 | 6    |
| Đan Mạch   | 3    | 1     | 1   | 1    | 4  | 4  | 0  | 4    |
| Thổ Nhĩ Kỳ | 3    | 0     | 0   | 3    | 0  | 5  | –5 | 0    |

| 9 tháng 6 năm 1996  |     |            |
| Đan Mạch            | 1–1 | Bồ Đào Nha |
| 11 tháng 6 năm 1996 |     |            |
| Thổ Nhĩ Kỳ          | 0–1 | Croatia    |
| 14 tháng 6 năm 1996 |     |            |
| Bồ Đào Nha          | 1–0 | Thổ Nhĩ Kỳ |
| 16 tháng 6 năm 1996 |     |            |
| Croatia             | 3–0 | Đan Mạch   |
| 19 tháng 6 năm 1996 |     |            |
| Croatia             | 0–3 | Bồ Đào Nha |
| Thổ Nhĩ Kỳ          | 0–3 | Đan Mạch   |

### Vòng đấu loại trực tiếp
|  | Tứ kết                  | Tứ kết                |                         |       | Bán kết | Bán kết |  |  | Chung kết | Chung kết |
|  |                         |                       |                         |       |         |         |  |  |           |           |
|  | 22 tháng 6 – Liverpool  |                       |                         |       |         |         |  |  |           |           |
|  |                         |                       |                         |       |         |         |  |  |           |           |
|  | Pháp (pen.)             | 0 (5)                 |                         |       |         |         |  |  |           |           |
|  | Pháp (pen.)             | 0 (5)                 | 26 tháng 6 – Manchester |       |         |         |  |  |           |           |
|  | Hà Lan                  | 0 (4)                 |                         |       |         |         |  |  |           |           |
|  | Hà Lan                  | 0 (4)                 | Pháp                    | 0 (5) |         |         |  |  |           |           |
|  | 23 tháng 6 – Birmingham |                       | Pháp                    | 0 (5) |         |         |  |  |           |           |
|  |                         |                       | Cộng hòa Séc (pen.)     | 0 (6) |         |         |  |  |           |           |
|  | Cộng hòa Séc            | 1                     | Cộng hòa Séc (pen.)     | 0 (6) |         |         |  |  |           |           |
|  | Cộng hòa Séc            | 1                     | 30 tháng 6 – Luân Đôn   |       |         |         |  |  |           |           |
|  | Bồ Đào Nha              | 0                     |                         |       |         |         |  |  |           |           |
|  | Bồ Đào Nha              | 0                     | Cộng hòa Séc            | 1     |         |         |  |  |           |           |
|  | 23 tháng 6 – Manchester |                       | Cộng hòa Séc            | 1     |         |         |  |  |           |           |
|  |                         | Đức (h.p.)            | 2                       |       |         |         |  |  |           |           |
|  | Đức                     | Đức (h.p.)            | 2                       | 2     |         |         |  |  |           |           |
|  | Đức                     | 26 tháng 6 – Luân Đôn |                         | 2     |         |         |  |  |           |           |
|  | Croatia                 | 1                     |                         |       |         |         |  |  |           |           |
|  | Croatia                 | 1                     | Đức (pen.)              | 1 (6) |         |         |  |  |           |           |
|  | 22 tháng 6 – Luân Đôn   |                       | Đức (pen.)              | 1 (6) |         |         |  |  |           |           |
|  |                         |                       | Anh                     | 1 (5) |         |         |  |  |           |           |
|  | Tây Ban Nha             | 0 (2)                 | Anh                     | 1 (5) |         |         |  |  |           |           |
|  | Tây Ban Nha             | 0 (2)                 |                         |       |         |         |  |  |           |           |
|  | Anh (pen.)              | 0 (4)                 |                         |       |         |         |  |  |           |           |
|  | Anh (pen.)              | 0 (4)                 |                         |       |         |         |  |  |           |           |
|  |                         |                       |                         |       |         |         |  |  |           |           |

#### Tứ kết
| Tây Ban Nha                    | 0–0 (s.h.p.) | Anh                                  |
| ------------------------------ | ------------ | ------------------------------------ |
|                                | Chi tiết     |                                      |
| Loạt sút luân lưu              |              |                                      |
| Hierro · Amor · Belsué · Nadal | 2–4          | Shearer · Platt · Pearce · Gascoigne |

| Pháp                                           | 0–0 (s.h.p.) | Hà Lan                                            |
| ---------------------------------------------- | ------------ | ------------------------------------------------- |
|                                                | Report       |                                                   |
| Loạt sút luân lưu                              |              |                                                   |
| Zidane · Djorkaeff · Lizarazu · Guérin · Blanc | 5–4          | de Kock · R. de Boer · Kluivert · Seedorf · Blind |

| Đức                                | 2–1      | Croatia   |
| ---------------------------------- | -------- | --------- |
| Klinsmann 20' (ph.đ.) · Sammer 59' | Chi tiết | Šuker 51' |

| Cộng hòa Séc | 1–0      | Bồ Đào Nha |
| ------------ | -------- | ---------- |
| Poborský 53' | Chi tiết |            |

#### Bán kết
| Pháp                                                    | 0–0 (s.h.p.) | Cộng hòa Séc                                       |
| ------------------------------------------------------- | ------------ | -------------------------------------------------- |
|                                                         | Chi tiết     |                                                    |
| Loạt sút luân lưu                                       |              |                                                    |
| Zidane · Djorkaeff · Lizarazu · Guérin · Blanc · Pedros | 5–6          | Kubík · Nedvěd · Berger · Poborský · Rada · Kadlec |

| Đức                                               | 1–1 (s.h.p.) | Anh                                                           |
| ------------------------------------------------- | ------------ | ------------------------------------------------------------- |
| Kuntz 16'                                         | Chi tiết     | Shearer 3'                                                    |
| Loạt sút luân lưu                                 |              |                                                               |
| Häßler · Strunz · Reuter · Ziege · Kuntz · Möller | 6–5          | Shearer · Platt · Pearce · Gascoigne · Sheringham · Southgate |

#### Chung kết
| Cộng hòa Séc       | 1–2 (s.h.p.) | Đức              |
| ------------------ | ------------ | ---------------- |
| Berger 59' (ph.đ.) | Chi tiết     | Bierhoff 73' 95' |

## Cầu thủ ghi bàn
5 bàn
- Alan Shearer

3 bàn
| - Hristo Stoichkov - Davor Šuker | - Brian Laudrup - Jürgen Klinsmann |

2 bàn
| - Teddy Sheringham - Oliver Bierhoff | - Matthias Sammer - Pierluigi Casiraghi |

1 bàn
| - Zvonimir Boban - Goran Vlaović - Radek Bejbl - Patrik Berger - Pavel Kuka - Pavel Nedvěd - Karel Poborský - Vladimír Šmicer - Jan Suchopárek - Allan Nielsen - Paul Gascoigne - Laurent Blanc - Youri Djorkaeff | - Christophe Dugarry - Patrice Loko - Stefan Kuntz - Andreas Möller - Christian Ziege - Enrico Chiesa - Dennis Bergkamp - Jordi Cruyff - Patrick Kluivert - Fernando Couto - Domingos - Luís Figo - João Pinto | - Sá Pinto - Florin Răducioiu - Vladimir Beschastnykh - Aleksandr Mostovoi - Omari Tetradze - Ilya Tsymbalar - Ally McCoist - Alfonso - Guillermo Amor - José Luis Caminero - Javier Manjarín - Kubilay Türkyilmaz |

## Đội hình tiêu biểu
| Thủ môn                        | Hậu vệ                                                                           | Tiền vệ | Tiền đạo                                                        |
| ------------------------------ | -------------------------------------------------------------------------------- | --- | --------------------------------------------------------------- |
| - Andreas Köpke - David Seaman | - Colin Hendry - Fernando Couto - Dieter Eilts - Paolo Maldini - Matthias Sammer | - Youri Djorkaeff - Paul Gascoigne - Karel Poborský - Steve McManaman - Jose Luis Caminero - Manuel Rui Costa | - Jürgen Klinsmann - Brian Laudrup - Alan Shearer - Davor Šuker |

## Bảng xếp hạng giải đấu
| R                   | Đội          | G | Pld | W | D | L | GF | GA | GD | Pts |
| ------------------- | ------------ | - | --- | - | - | - | -- | -- | -- | --- |
| 1                   | Đức          | C | 6   | 4 | 2 | 0 | 10 | 3  | +7 | 14  |
| 2                   | Cộng hòa Séc | C | 6   | 2 | 2 | 2 | 7  | 8  | −1 | 8   |
| Bị loại ở bán kết   |              |   |     |   |   |   |    |    |    |     |
| 3                   | Anh          | A | 5   | 2 | 3 | 0 | 8  | 3  | +5 | 9   |
| 4                   | Pháp         | B | 5   | 2 | 3 | 0 | 5  | 2  | +3 | 9   |
| Bị loại ở tứ kết    |              |   |     |   |   |   |    |    |    |     |
| 5                   | Bồ Đào Nha   | D | 4   | 2 | 1 | 1 | 5  | 2  | +3 | 7   |
| 6                   | Tây Ban Nha  | B | 4   | 1 | 3 | 0 | 4  | 3  | +1 | 6   |
| 7                   | Croatia      | D | 4   | 2 | 0 | 2 | 5  | 5  | 0  | 6   |
| 8                   | Hà Lan       | A | 4   | 1 | 2 | 1 | 3  | 4  | −1 | 5   |
| Bị loại ở vòng bảng |              |   |     |   |   |   |    |    |    |     |
| 9                   | Đan Mạch     | D | 3   | 1 | 1 | 1 | 4  | 4  | 0  | 4   |
| 10                  | Ý            | C | 3   | 1 | 1 | 1 | 3  | 3  | 0  | 4   |
| 11                  | Bulgaria     | B | 3   | 1 | 1 | 1 | 3  | 4  | −1 | 4   |
| 12                  | Scotland     | A | 3   | 1 | 1 | 1 | 1  | 2  | −1 | 4   |
| 13                  | Thụy Sĩ      | A | 3   | 0 | 1 | 2 | 1  | 4  | −3 | 1   |
| 14                  | Nga          | C | 3   | 0 | 1 | 2 | 4  | 8  | −4 | 1   |
| 15                  | România      | B | 3   | 0 | 0 | 3 | 1  | 4  | −3 | 0   |
| 16                  | Thổ Nhĩ Kỳ   | D | 3   | 0 | 0 | 3 | 0  | 5  | −5 | 0   |